# Steidelbach
Der Steidelbach ist ein gut einen halben Kilometer langer linker Zufluss des Odenbaches im
rheinland-pfälzischen Landkreis Kaiserslautern auf dem Gebiet der zur Verbandsgemeinde Otterbach-Otterberg gehörenden Ortsgemeinde Schneckenhausen.

## Verlauf
Der Steidelbach entspringt im Naturraum Untere Lauterhöhen des Nordpfälzer Berglandes auf einer Höhe von 341 m ü. NHN in einer Grünzone in der  Flur Brunnenwiesen westlich des Dorfes Schneckenhausen. 
Er fließt knapp 700 m lang ostnordostwärts durch Felder und Wiesen und mündet dann auf einer Höhe von 326 m in der Flur Ziegelweiher Wiesen, gegenüber der Landesstraße L 382 und dem Rand des Hauptsiedlungsteils von Schneckenhausen gleich hinter ihr, von links in den aus dem Süden kommenden Odenbach. Er hat ein mittleres Sohlgefälle von etwa 22 ‰.